# Chicago Justice
Chicago Justice je americký seriál, který měl premiéru 5. března 2017 na stanici NBC. Jeho tvůrcem je Dick Wolf. Je spin-offem seriálu Chicago P.D. a již čtvrtým seriálem z franšízy, odehrávající se ve městě Chicago.
Dne 22. května 2017 NBC zrušilo seriál po první řadě.

## Obsazení
| Carl Weathers     | Mark Jefferies, právník státního zastupitelství                                                                  |
| Philip Winchester | Peter Stone, asistent                                                                                            |
| Jon Seda          | vyšetřovatel Antonio Dawson, bývalý detektiv Chicagské policie. Dříve byl hlavní postavou v seriálu Chicago P.D. |
| Monica Barbaro    | Anna Valdez, asistentka                                                                                          |
| Joelle Carter     | vyšetřovatelka Laura Nagel                                                                                       |

## Vysílání
| Řada | Díly | Premiéra v USA | Premiéra v USA  |
| Řada | Díly | První díl      | Poslední díl    |
| ---- | ---- | -------------- | --------------- |
| 1    | 13   | 1. března 2017 | 14. května 2017 |

## Produkce
O vytváření nového projektu se mluvilo 13. ledna 2016, jako o spin-offu seriálu Chicago P.D.. Produkce seriálu byla potvrzena 21. ledna 2016 během zimní konference asociace televizních kritiků pod pracovním názvem Chicago Law. 28. března 2016 byl potvrzen název Chicago Justice. Natáčení backdoorového pilotního dílu probíhalo 28. března 2016 a byl premiérově vysílán 11. května 2016 jako jednadvacátý díl třetí série seriálu Chicago P.D.. Zelená byla seriálu dána 12. května 2016.

### Casting
Philip Winchester byl první obsazený do seriálu a to 19. února 2016 jako Peter Stone. Nazneen Contractor se připojila 11. března 2016 a Joelle Carter 14. března 2016. Carl Weathers se připojil 19. března. Contractor od projektu odešla 7. července a připojila se k policejnímu dramatu stanice CBS Ransom. V srpnu 2016 se připojila Monica Barbaro. V září bylo potvrzeno, že Jonova Sedova postava Antonio Dawon se přesune ze seriálu Chicago P.D. do seriálu Chicago Justice.